# ホテル・レ・トロワ・ロワ

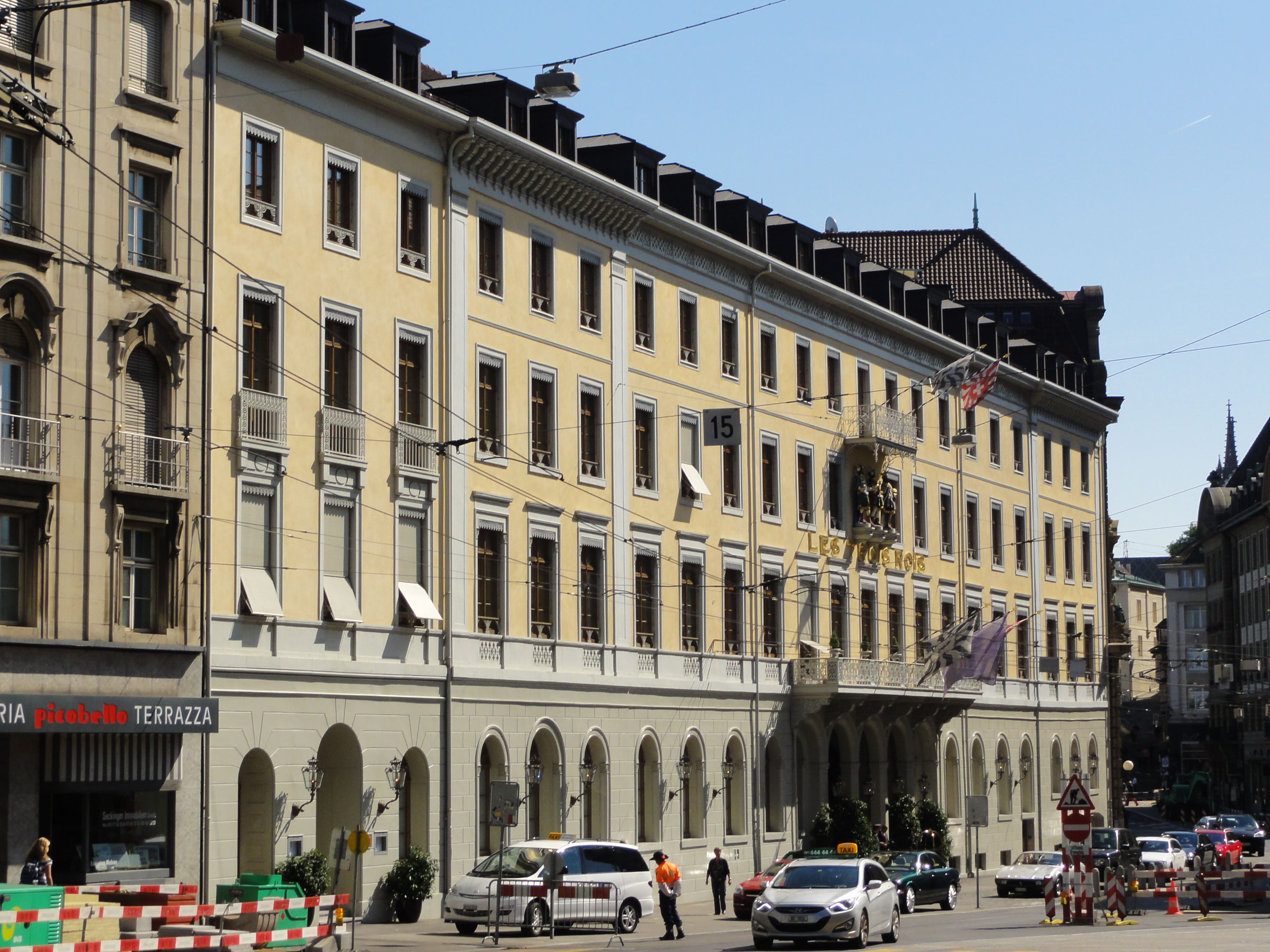
ホテル・レ・トロワ・ロワ（正面）

ホテル・レ・トロワ・ロワ（Hôtel Les Trois Rois）は、スイス北西部の都市バーゼルを代表する最高級（5つ星）クラスのホテル。
ライン川沿いの旧市街にある。ホテルの名前「レ・トロワ・ロワ」は、フランス語で「3人の王様」の意味で、イエスの誕生を祝いにやってきた新約聖書に登場する東方の三博士（メルキオール、バルタザール、カスパール）に由来する。彼らの姿はホテルのシンボルとしてファサードに描かれている
ホテルの創業は1844年だが、前身となった宿は1681年にまで遡り、スイスで最も長い歴史を誇るホテルのひとつである。ナポレオン・ボナパルト、エリザベス2世、トーマス・マン、パブロ・ピカソなど、数多くの歴史上の著名人や芸術家が宿泊した記録が残っている。
1844年当時の建物を残しながら全面的な改修、拡張工事を終え、2006年にリニューアルオープン。さまざまなタイプの部屋101室を備える。歴史と伝統を感じさせる重厚な家具やインテリアの中に、高速インターネットなど最新の設備を用意している。館内のレストラン、シュヴァル・ブランCheval Blanc　は、ミシュラン2つ星、ゴー・ミヨ18ポイントを獲得している。

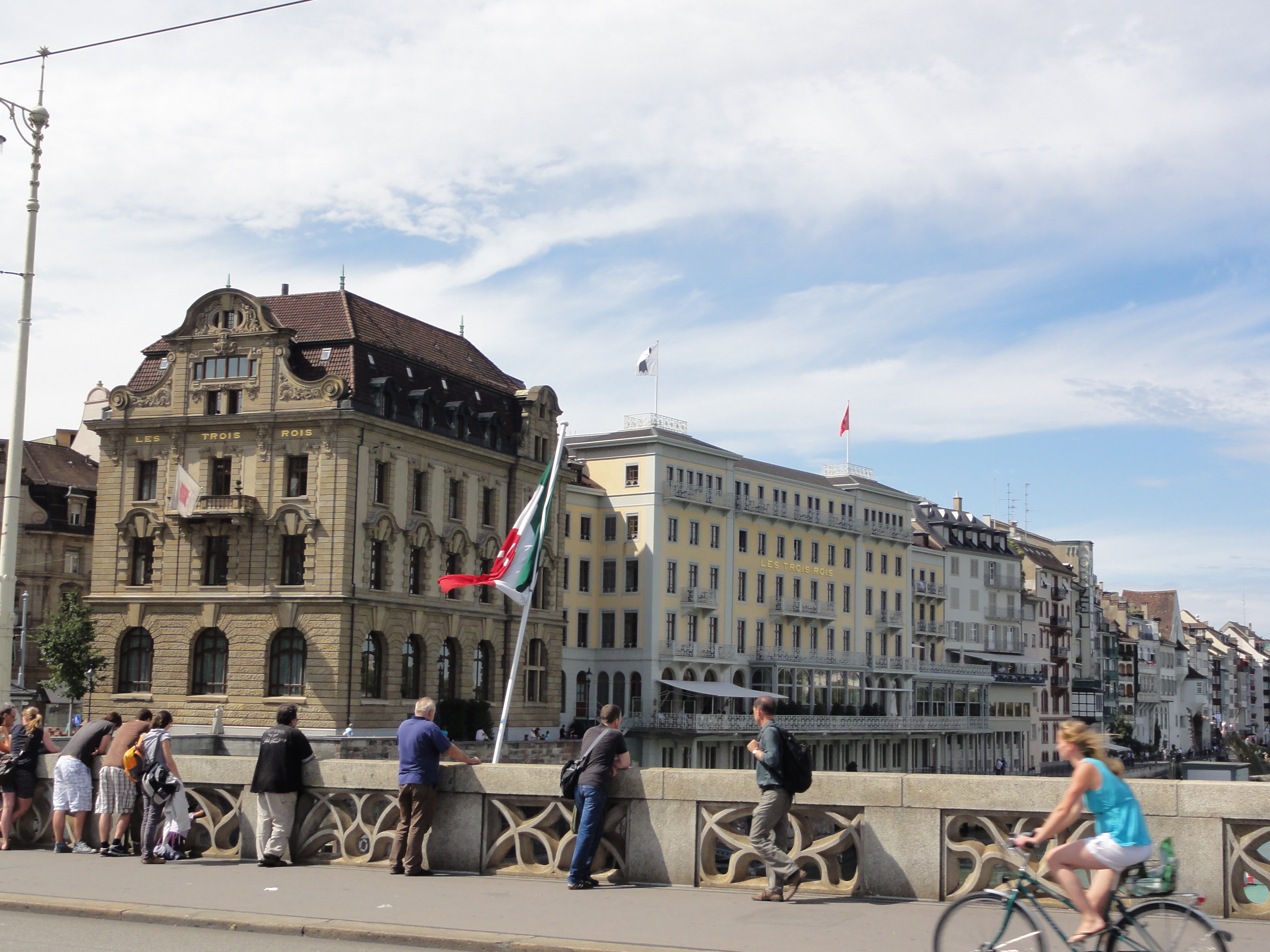
ライン川側から